# Ребік Уляна Миронівна
Уляна Миронівна Ребік (1918, село Стахорщина, тепер Новгород-Сіверського району Чернігівської області — ?) — українська радянська діячка, бригадир тракторної бригади Новгород-Сіверської МТС Новгород-Сіверського району Чернігівської області. Депутат Верховної Ради УРСР 3—5-го скликань.

## Життєпис
Народилася у родині селянина-бідняка. Закінчила сільську школу, працювала колгоспницею колгоспу «Нове життя» села Стахорщини Новгород-Сіверського району Чернігівської області. У 1936 році закінчила курси трактористів у Новгород-Сіверському районі.
У 1936—1941 роках — трактористка Новгород-Сіверської машинно-тракторної станції (МТС) Новгород-Сіверського району Чернігівської області.
Під час німецько-радянської війни перебувала у евакуації в Саратовській області РРФСР, де працювала трактористкою Симоновської МТС. У кінці 1943 року повернулася на Чернігівщину.
З 1944 року — бригадир тракторної бригади Новгород-Сіверської МТС Новгород-Сіверського району Чернігівської області. Закінчила річну сільськогосподарську школу механізаторів.
З 1958 року — бригадир тракторної бригади колгоспу імені Калініна села Горбового Новгород-Сіверського району Чернігівської області.